# 勒京根
勒京根是德国巴伐利亚州的一个市镇。总面积10.91平方公里，总人口734人，其中男性377人，女性357人（2011年12月31日），人口密度67人/平方公里。